# Annotation (documentation)
Pour les articles homonymes, voir Annotation.

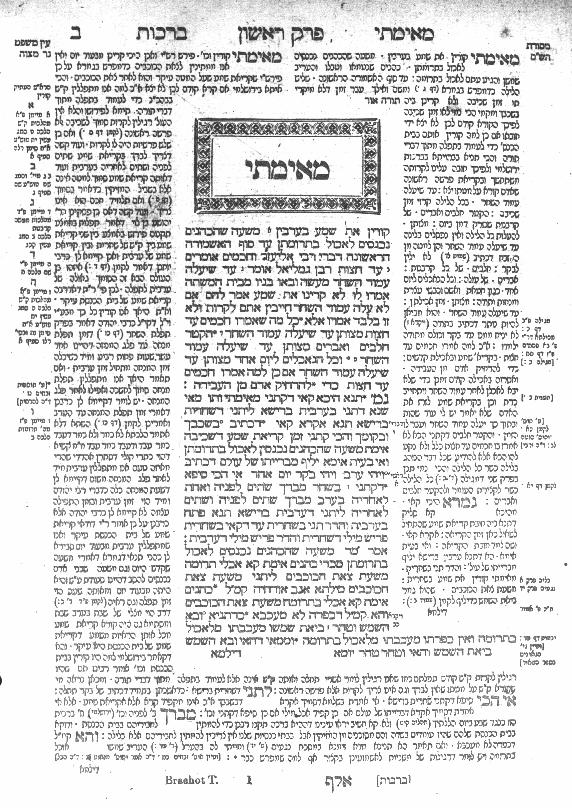
Annotations du Vilna Talmud.

L'annotation de texte à fins de documentation est la pratique consistant à ajouter une note à un texte. Historiquement, l'annotation textuelle se fit tout d'abord sous forme de Marginalia. Cet article s'intéresse aux annotations manuscrites ainsi qu'informatiques, incluant l'annotation textuelle en ligne. Pour l'annotation d'objets web voir Web annotation (en).

## Historique
L'annotation textuelle est sûrement aussi vieille que l'écriture sur des supports permettant la production de nouvelle copies à moindre coût. Cela devint une activité prédominante autour de 1000 EC par la pratique des Commentaires talmudiques, et des traités de rhétorique arabe.

## Annotation textuelle sur système informatique
Dans les années 1980 et 1990, un certain nombre d'outils d'annotation autonomes ou client-server furent développés pour les bibliothèques, les offices de brevet et la gestion de textes législatifs. Leur conception poussa les chercheurs à produire des taxonomies de formulaire d'annotation. La recherche en annotation textuelle avança alors sur plusieurs fronts, aux centres de recherche de Xerox à Palo Alto et à Grenoble, au centre de recherche d'Hitachi (en particulier pour l'annotation de brevet), et en relation avec la construction de la Bibliothèque Nationale de France entre 1989 et 1995 à l'Institut de Recherche en Informatique de Toulouse et au sein de l'entreprise AIS (Advanced Innovation Systems).
De plus, des fonctionnalités d'annotation sont présentes dans les logiciels de traitement de texte depuis bien longtemps, par le biais de remarques en ligne, affichées par des fenêtres surgissantes, des notes de bas de page ou de fin de document, mais ce n'est que récemment que des fonctionnalités d'affichage d'annotations sous forme de marginalias sont apparues dans OpenOffice.org/LibreOffice Writer ou Microsoft Word.
Dans sa thèse de doctorat de l'Institut de Recherche en Informatique de Toulouse, Guillaume Cabanac recense la conception de 64 logiciels d'annotation sur système informatique pour la période de 1989 à 2008.

## Systèmes d'annotation textuelle en ligne
Les systèmes d'annotation textuelle en ligne permettent de charger leurs textes en ligne, de manière à permettre aux utilisateurs de produire des notes de marge, avec fil de discussion à l'aide d'un simple navigateur web. Avec la popularité grandissante des tablettes électroniques, ces outils ne cessent de se multiplier. Un précurseur parmi ces outils fut Stet (en), le système mis en place pour rassembler les commentaires sur les brouillons de la version 3 de la Licence publique générale GNU. Ce système nécessitait un travail de préparation des textes à soumettre aux commentaires, et son architecture logicielle ne le rendait pas simple à transformer en service web où chaque utilisateur puisse charger un texte pour le proposer aux annotations. Le système « co-ment » utilise une interface d'annotation proche de celle de Stet, mais s'appuie sur une implémentation entièrement nouvelle, basée sur Django/Python côté serveur et AJAX/jQuery côté client. Les deux systèmes sont disponibles sous la licence Affero GPL.
Les outils modernes d'annotation en ligne sont des logiciels collaboratifs, incluant des fonctionnalités d'édition de texte et de gestion des versions, en plus des interfaces d'annotation et commentaire. Ils peuvent être vus comme l'inverse des wikis, ici l'annotation et le commentaire est une première approche à l'édition du texte, qui reste possible sur demande, alors que les wikis proposent d'abord l'édition du texte lui-même puis une page de discussion en arrière-plan.
Des outils spécialisés d'annotation de texte existent dans différents contextes comme la publication scientifique, où ils jouent un rôle dans la gestion des références ou des corrections post-publication. Le journal en ligne PLoS-One publié par la Public Library of Science a développé son propre service web, où scientifiques et public peuvent commenter les articles publiés. Les annotations sont affichées sous la forme de fenêtres surgissantes, ancrées au texte.

### Enjeux politiques de l'annotation
L’apport du web dans les systèmes d’annotation textuelle est vu par plusieurs comme une réponse potentielle aux problématiques soulevées par le développement rapide de la culture numérique. Par exemple, un projet comme Hypothes.is, étudié par Marc Jahjah, se présente comme « la solution toute trouvée à la « surcharge informationnelle » et le rempart à la crise de l’autorité et de légitimité qui toucherait la culture dite numérique. » Gratuit et open source, ce projet se distingue des « logiques marchandes et propriétaires » d’autres logiciels.
En proposant l’annotation de pages web au moyen d’un simple plugin dans le navigateur, ce type de logiciel s’oppose à une vision traditionnelle et verticale de l’information en proposant une modalité participative à sa circulation. En mobilisant « l’intelligence collective » des usagers, l’annotation permet de s’appuyer sur « l’autorité des pairs » afin de confirmer la valeur d’un texte ou d’une page web. Ainsi, les systèmes d’annotations permettent un « regard surplombant qui tire sa légitimité d’un système évaluatif classique, inspiré de l’université », remettant en question l’autorité incontestée de l’énonciation de l'auteur en y ajoutant une énonciation seconde.